# Acqui Terme
Acqui Terme (piemontiul: Àich vagy Äich) város Olaszországban, Piemont régióban, Alessandria megyében. Lakosainak száma 18 967 fő (2023. január 1.). Acqui Terme Alice Bel Colle, Castel Rocchero, Cavatore, Melazzo, Montabone, Ricaldone, Strevi, Terzo, Visone, Carpeneto és Grognardo községekkel határos., A város az Acqui egyházmegye székvárosa.

## Népesség
A település népessége az elmúlt években az alábbi módon változott:
| Lakosok száma | 19 695 | 19 651 | 18 967 |
|               | 2017   | 2018   | 2023   |